# Nenasilni otpor
Nenasilni otpor (ili nenasilna akcija) naziv je koji se rabi za praksu primjene moći u svrhu postizanja društveno-političkih ciljeva kroz simboličke prosvjede, ekonomska ili politička nesuradnja, građanski neposluh i druge metode koje ne sadrže nasilje. Smatra se jednim od glavnih načela nenasilja. 
Pasivni otpor ima slično značenje, koje implicira otpor kroz inerciju ili ne-energičnu suradnju, što je suprotno otporu kroz aktivni antagonizam.
Kao i druge strategije društvene promjene, nenasilna akcija se može pojaviti u različitim oblicima i stupnjem. Može, na primjer, uključivati različite oblike informatičkog rata, protestne umjetnosti, lobiranja, neplaćanje poreza, bojkote, sankcije, pravne/diplomtakse manevere, materijalnu sabotažu, podzemne željeznice, načelno odbijanje nagrada/počasti, dežuranje pred uredima, bdijenja, dijeljenje letaka i/ill opće obustave rada.
Neki politolozi drže da je veliki broj raznih pokreta preuzeo nenasilni otpor kao svoju glavnu metodu postizanja političkih ciljeva, da se nenasilje kao metoda može razlikovati od načelnog moralnog stava o nenasilju.